# Prvenstvo Anglije 1927
Prvenstvo Anglije 1927 v tenisu.

## Moški posamično
Henri Cochet :  Jean Borotra, 4-6, 4-6, 6-3, 6-4, 7-5

## Ženske posamično
Helen Wills :  Lili de Álvarez, 6-2, 6-4

## Moške dvojice
Frank Hunter /  Bill Tilden :  Henri Cochet /  Jacques Brugnon  1–6, 4–6, 8–6, 6–3, 6–4

## Ženske dvojice
Helen Wills /  Elizabeth Ryan :  Bobbie Heine /  Irene Bowder Peacock 6–3, 6–2

## Mešane dvojice
Elizabeth Ryan  /  Frank Hunter :  Kathleen McKane Godfree /  Leslie Godfree 8–6, 6–0